# 桂平市
桂平市（けいへい-し）は中華人民共和国広西チワン族自治区貴港市に位置する県級市。珠江最大の支流の西江と鬱江が合流する場所にある水運の要所である。

## 歴史
南朝梁により桂平郡が設置された。明清代には潯州と呼ばれ、桂平県・平南県・武宣県・貴県を管轄下に置き、潯州府城は桂平県に置かれた。
清末には桂平県内で金田蜂起が発生し、その後に天地会が潯州を占領して大成国を建てた。
20世紀になると水運が衰退し、鉄道が輸送の中心となったため、桂平は没落した。1994年に県級市の桂平市が設立され、貴港市の管轄に入った。
かつての潯州のうち、貴県が貴港市に発展し、平南県は貴港市の管轄に入り、武宣県は柳州市の管轄に入った。

## 行政区画
- 東区：木楽鎮、木圭鎮、石咀鎮、油麻鎮、社坡鎮、馬皮郷、尋旺郷
- 南区：羅秀鎮、麻垌鎮、社歩鎮、下湾鎮、木根鎮、大洋鎮、大湾鎮、中沙鎮、中和鎮、羅播郷
- 西区：白沙鎮、石竜鎮、蒙圩鎮、西山鎮、厚禄郷
- 北区：南木鎮、江口鎮、金田鎮、紫荊鎮、垌心郷

## 出身者

### 桂平の出身者
- 楊秀清：太平天国の東王。
- 韋昌輝：太平天国の北王。
- 韋俊：韋昌輝の弟。
- 林鳳祥：太平天国の将帥。
- 譚紹光：太平天国の慕王。
- 楊輔清：太平天国の輔王、楊秀清の族弟。
- 陳坤書：太平天国の護王。
- 陳志書：太平天国の志王、陳坤書の兄。
- 曽天養：太平天国の将帥。
- 莫栄新：旧桂系軍閥。
- 郭徳潔：李宗仁夫人。

### 歴史上の「潯州」出身者
- 蕭朝貴：潯州武宣出身。太平天国の西王。
- 石達開：潯州貴県出身。太平天国の翼王。
- 胡以晃：潯州平南出身。太平天国の豫王。
- 秦日綱：潯州貴県出身。太平天国の燕王。
- 吉文元：潯州平南出身。太平天国の将帥。
- 蒙得恩：潯州平南出身。太平天国の賛王。
- 劉官芳：潯州武宣出身。太平天国の襄王。
- 莫仕葵：潯州平南出身。太平天国の補王。